# ファム・トゥアン

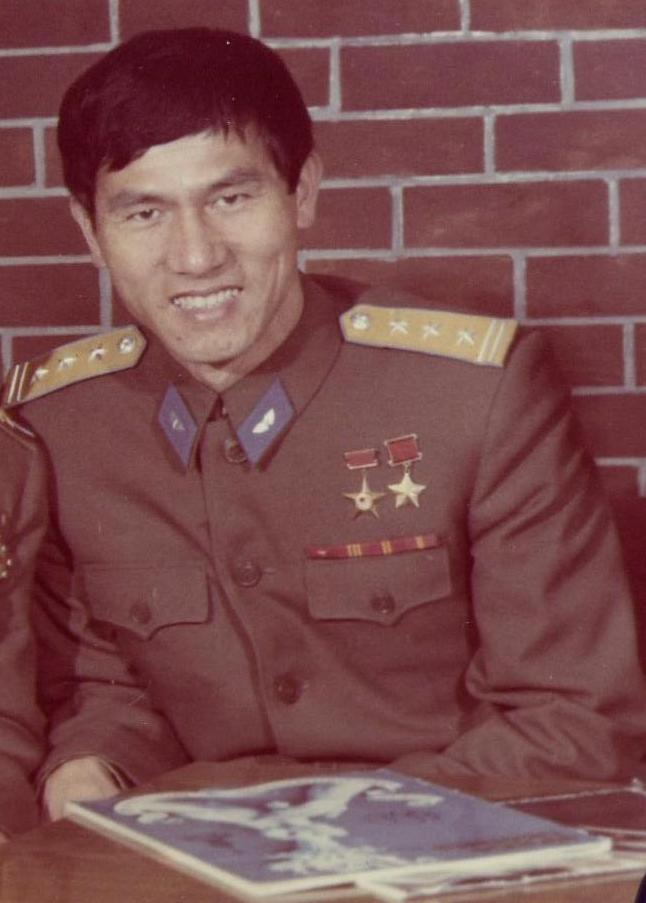
ファム・トゥアン（1981年）

ファム・トゥアン（范 遵、ベトナム語：Phạm Tuân / 范遵、1947年2月14日 - ）は、ベトナム初（アジア初）、唯一の宇宙飛行士。軍人、飛行士。中将。人民武装力量英雄（Anh hùng lực lượng vũ trang nhân dân）、ベトナム労働英雄、ソ連邦英雄。

## 経歴
ベトナム民主共和国タイビン省キエンスオン県クォクトゥアン社出身。1968年からベトナム共産党員。
1965年、ベトナム人民空軍に召集、整備士として航空隊に勤務。その後、ソビエト連邦に派遣され、促成飛行士課程を修了。1967年に帰国し、赤星空軍連隊に勤務し、MiG-17、MiG-21に搭乗した。
ベトナム戦争に従軍。1972年12月27日、パン・トアンは、MiG-21で北爆の迎撃に出撃し、ミサイル2発でB-52爆撃機を撃墜した。この前日にも出撃していたが、レーダーのスイッチを入れると同時にアメリカ軍側に探知され迎撃に失敗したため、この日は機上レーダーを付けずに、地上誘導に従っていた。この功績により、ベトナム社会主義共和国軍英雄称号を授与された。
1977年、モスクワに派遣され、Y.A.ガガーリン空軍アカデミーに入校。1982年に卒業。
1979年4月、インターコスモス計画の宇宙飛行士候補に編入され、宇宙飛行士訓練センターで訓練に入る。1980年7月、主乗組員として承認。
1980年7月23日、バイコヌール宇宙基地から「ソユーズ37号」打ち上げ。7月24日、宇宙ステーション「サリュート6号」とドッキング。7月31日、地球に帰還。このときバックアップはブイ・リエムが務めた。
ベトナム人民空軍に勤務。空軍政治局長、国防省国防産業総局長を歴任。1999年、中将に任命。
2007年12月31日、退役。

## 顕彰
- 人民武装力量英雄
- ベトナム労働英雄
- 1980年7月31日、ソ連邦英雄称号とレーニン勲章が授与
- 1980年8月1日、ベトナム社会主義共和国労働英雄称号、一等ホー・チ・ミン勲章、名誉称号「ベトナム社会主義共和国宇宙飛行士」を授与
- 2001年、国際ピョートル大帝賞を受賞